# Бойко Сергій Олександрович
Сергі́й Олекса́ндрович Бо́йко (1995—2014) — солдат Державної прикордонної служби України, учасник російсько-української війни.

## З життєпису
Народився 1995 року в смт Крижопіль (Вінницька область). 2011-го закінчив 9 класів крижопільської ЗОШ № 1, у 2014 році — Крижопільський професійний будівельний ліцей за професією столяр. З квітня 2014-го — курсант 1-ї навчальної групи 3-го відділу підготовки молодших спеціалістів Навчального центру Державної прикордонної служби України.
З 12 червня 2014 року брав участь у боях на сході України. Загинув 7 серпня 2014-го під час вчиненого російськими загарбниками обстрілу колони при виході з «Довжанського котла» (сектор Д). Прикордонники тоді організовано проривалися з оточення на з'єднання з основними силами після 22-денної оборони державного кордону під постійними масованими обстрілами з боку терористів і з території Росії. Тоді ж полягли капітан Лифар Сергій Іванович, старші прапорщики Діхтієвський Віктор Миколайович й Присяжнюк Ігор Васильович, сержант Кислицький Олег Володимирович, старший матрос Колісниченко Євген Анатолійович, солдати Антипов Микола Павлович, Заєць Олександр Юрійович, Кумановський Віктор Анатолійович та Птіцин Віталій Ігорович.
Похований у Крижополі.
Без Сергія лишились мама Майя Василівна і брат.

## Нагороди та вшанування
- 14 серпня 2014 року — за особисту мужність і героїзм, виявлені у захисті державного суверенітету та територіальної цілісності України, вірність військовій присязі під час російсько-української війни, відзначений — нагороджений орденом «За мужність» III ступеня (посмертно)
- його портрет розміщено на меморіалі «Стіна пам'яті полеглих за Україну» в Києві: секція 2, ряд 7, місце 2
- 14 жовтня 2016 року в смт Крижополі урочисто відкрито та освячено пам'ятник на честь воїнів-земляків, полеглих у районі АТО[2]
- на фасаді будівлі загальноосвітньої школи № 1 імені Героя Радянського Союзу О. А. Бичковського (вулиця Героїв України, 90), де навчався Сергій Бойко, йому відкрито меморіальну дошку
- на фасаді будівлі ЗОШ № 1 імені Героя Радянського Союзу О. А. Бичковського, Сергію відкрито меморіальну дошку.
- Під час 2-ї сесії 7-го скликання Крижопільської селищної ради прийнято рішення про перейменування вулиці 60-річчя Жовтня на вулицю Сергія Бойка.[3]